# New York - Parisloppet 1908

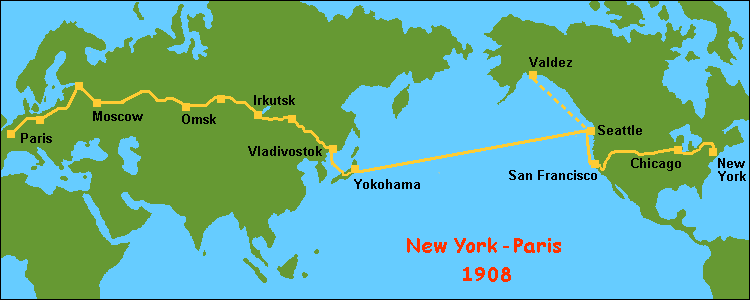
Karta över loppets sträckning

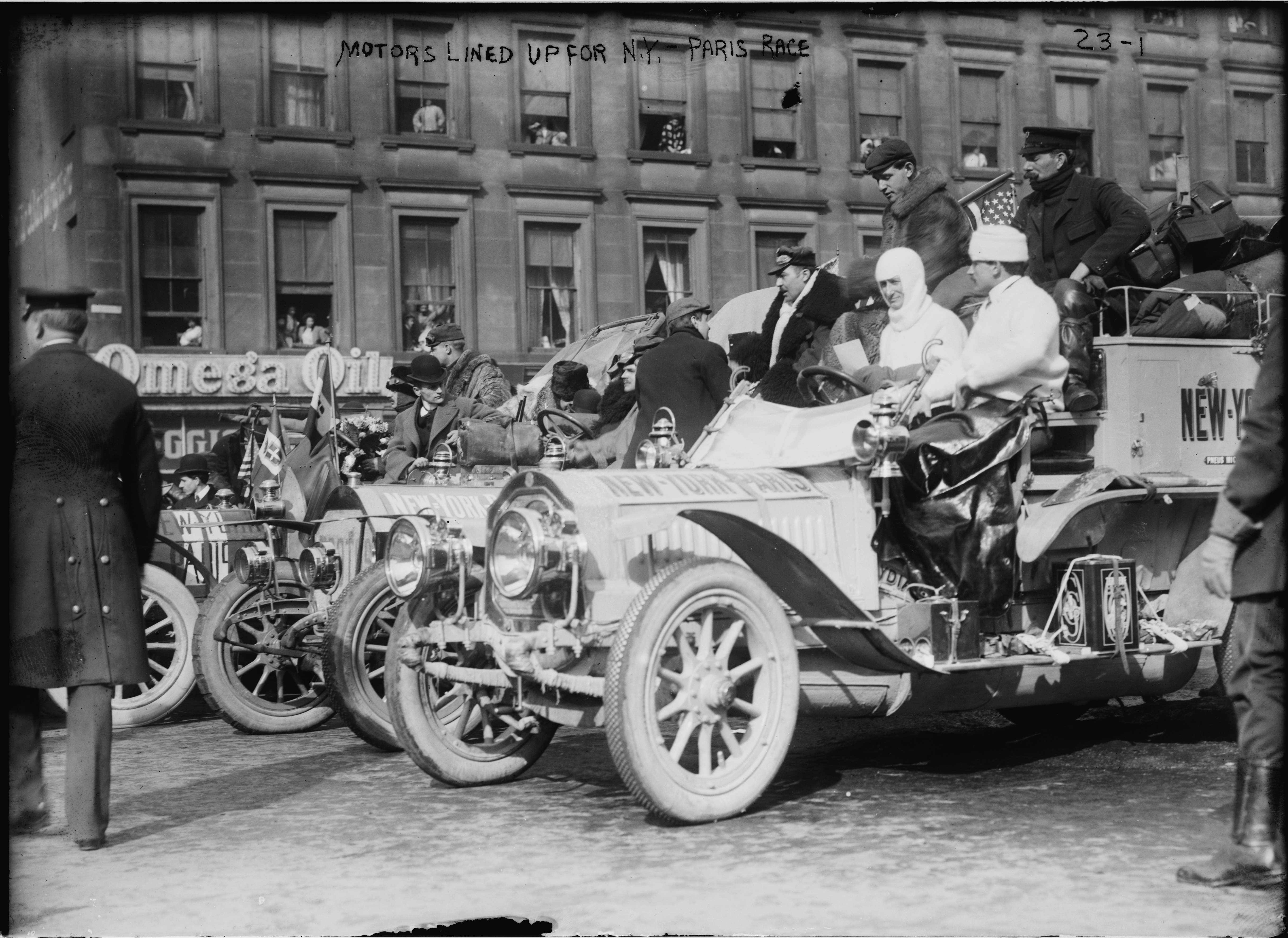
Startlinjen

New York - Parisloppet 1908 (engelska The Great Race) var en biltävling Jorden runt i bilismens barndom. Loppet startade i februari i New York och sträckte sig över tre kontinenter med målgång i Paris i juli 169 dagar senare. Loppet blev en stor prövning för såväl förare som bilarna. Av sex startande lag i denna äventyrliga tävling lyckades endast tre ta sig i mål. Slutvinnaren blev amerikanska ”Flyerlaget” under ledning av George Schuster.

## Bakgrund
Inspirerad av det stora och uppmärksammade billoppet “Peking - Parisloppet 1907” utlyste tidningarna Le Matin och The New York Times denna ännu mera utmanande och krävande tävling i november 1907.
Tävlingen fick mycket stor uppmärksamhet  med dagliga rapporter i en rad tidningar över hela världen. Vägnätet och standarden var obefintlig och hittills hade endast 9 personer lyckats att korsa USA med bil och aldrig under vintertid.

## Deltagarna

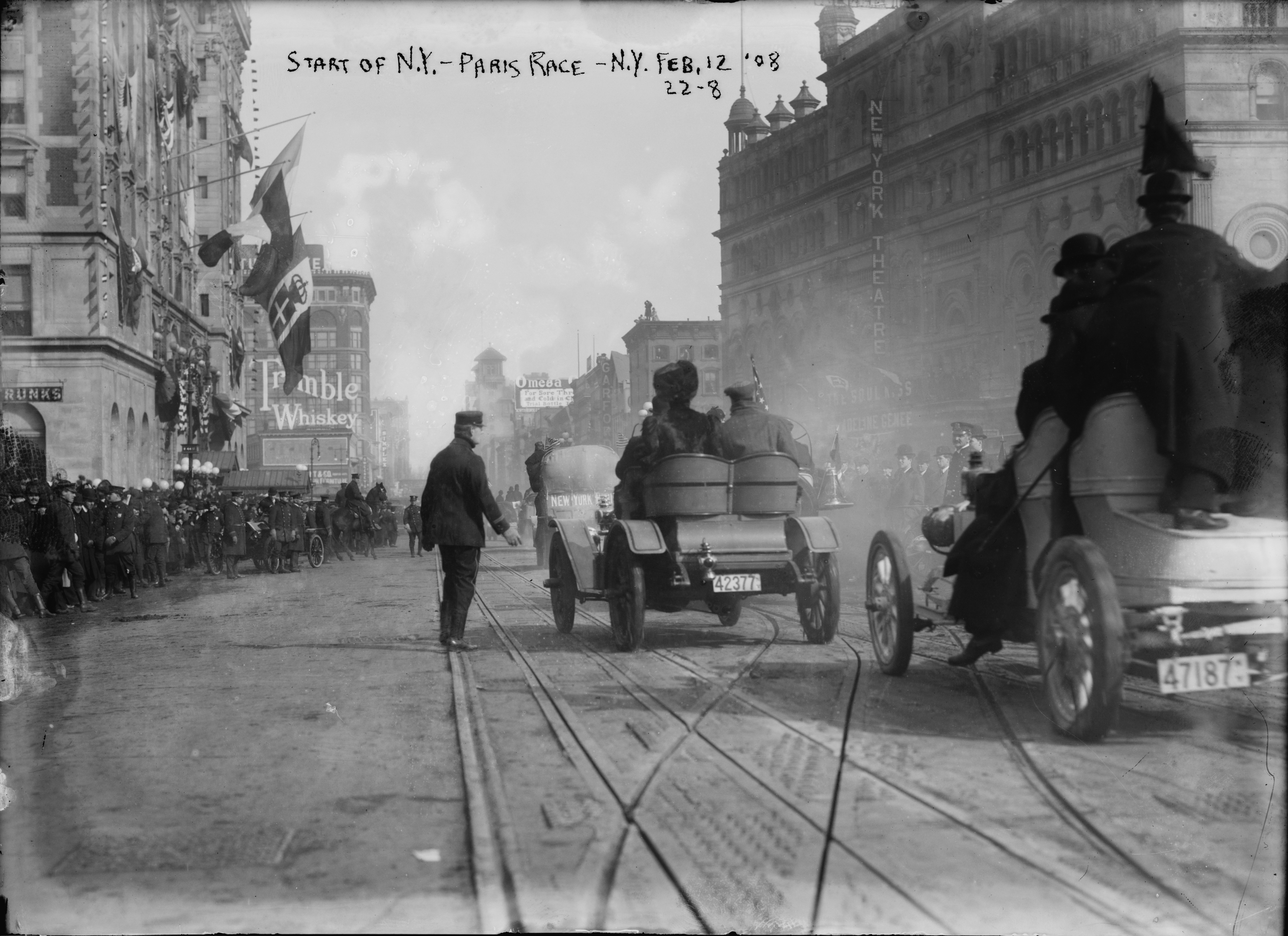
Loppets inledning

13 lag antog utmaningen och anmälde sig till loppet, lagen representerade olika biltillverkare med den tidens ledande teknologi från 4 olika nationer som även var dåtidens supermakter.
Till starten kom dock endast sex av de anmälda lagen.
- Lag De Dion-Bouton, Frankrike

med 3 medlemmar under ledning av G. Bourcier de Saint Chaffray
- Lag Motobloc, Frankrike

med 3 medlemmar under ledning av Charles Godard
- Lag Suizaire-Naudin, Frankrike

med 3 medlemmar under ledning av Auguste Pons
- Lag Brixia-Züst, Italien

med 3 medlemmar under ledning av Giulio Sirtori samt 1 tidningskorrespondent
- Lag Protos, Tyskland

med 3 medlemmar under ledning av Hans Koeppen
- Lag Flyer, USA

med 3 medlemmar under ledning av George Schuster samt 1 korrespondent för The New York Times

## Loppet

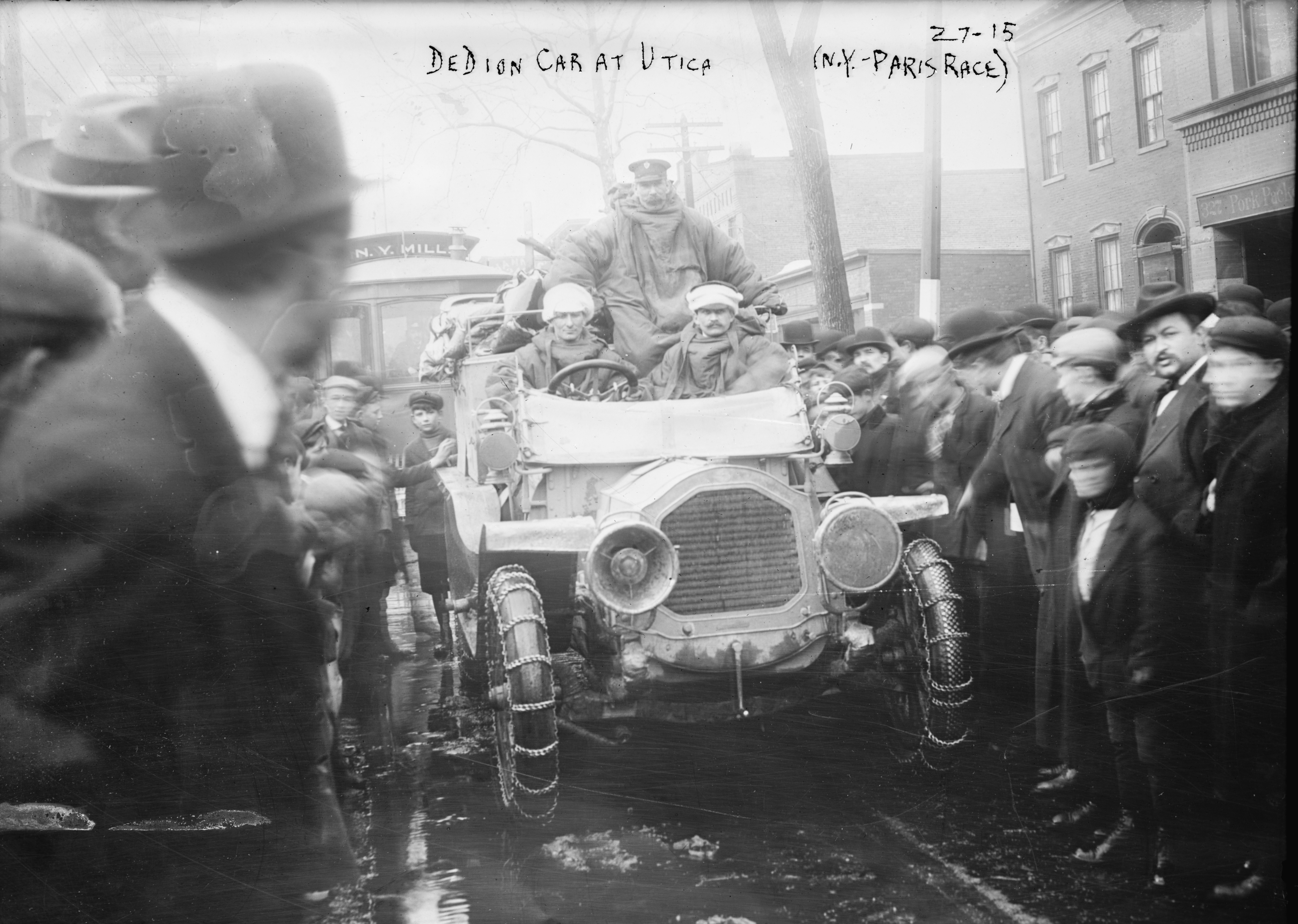
Lag De Dion-Bouton

Den 12 februari 1908 klockan 11:45 gick startskottet på ett snötäckt Times Square i New York där cirka 250 000 åskådare hade samlats.

### Nordamerika
Bilarna färdades längs Broadway ut från New York och sedan längs Hudsonfloden genom Albany och New York State mot Buffalo, här tvingades Lag Suizaire-Naudin att bryta tävlingen redan efter 71 kilometer. Därefter fortsatte loppet mot Erie i Pennsylvania  och sedan mot Cleveland och Toledo i Ohio och igenom Indiana och man anlände den 26 februari till Chicago som var den första formella kontrollplatsen.
Dagen efter fortsatte loppet vidare västerut igenom Illinois och Iowa, här tvingades Lag Motobloc avbryta loppet den 17 mars. Vidare igenom Nebraska, Wyoming, Utah och Nevada för att anlända till San Francisco den 24 mars , staden var även den andra formella kontrollplatsen. I Utah gick Protosbilen sönder och efter ett godkännande transporterades bilen med tåg till Seattle och sedan direkt till Vladivostok.
Från San Francisco skeppades bilarna med fartyget ”City of Pueblo” till Seattle dit man anlände den 29 mars och sedan vidare med fartyget ”Santa Clara” till Valdez i Alaska dit man anlände den 8 april. Planen var att bilarna skulle korsa Berings sund över isen men då detta visade sig vara omöjligt fraktades bilarna med fartyget ”Bertha” tillbaka till Seattle dit man anlände den 16 april. Den 20 april skeppades så bilarna vidare till Japan.

### Asien

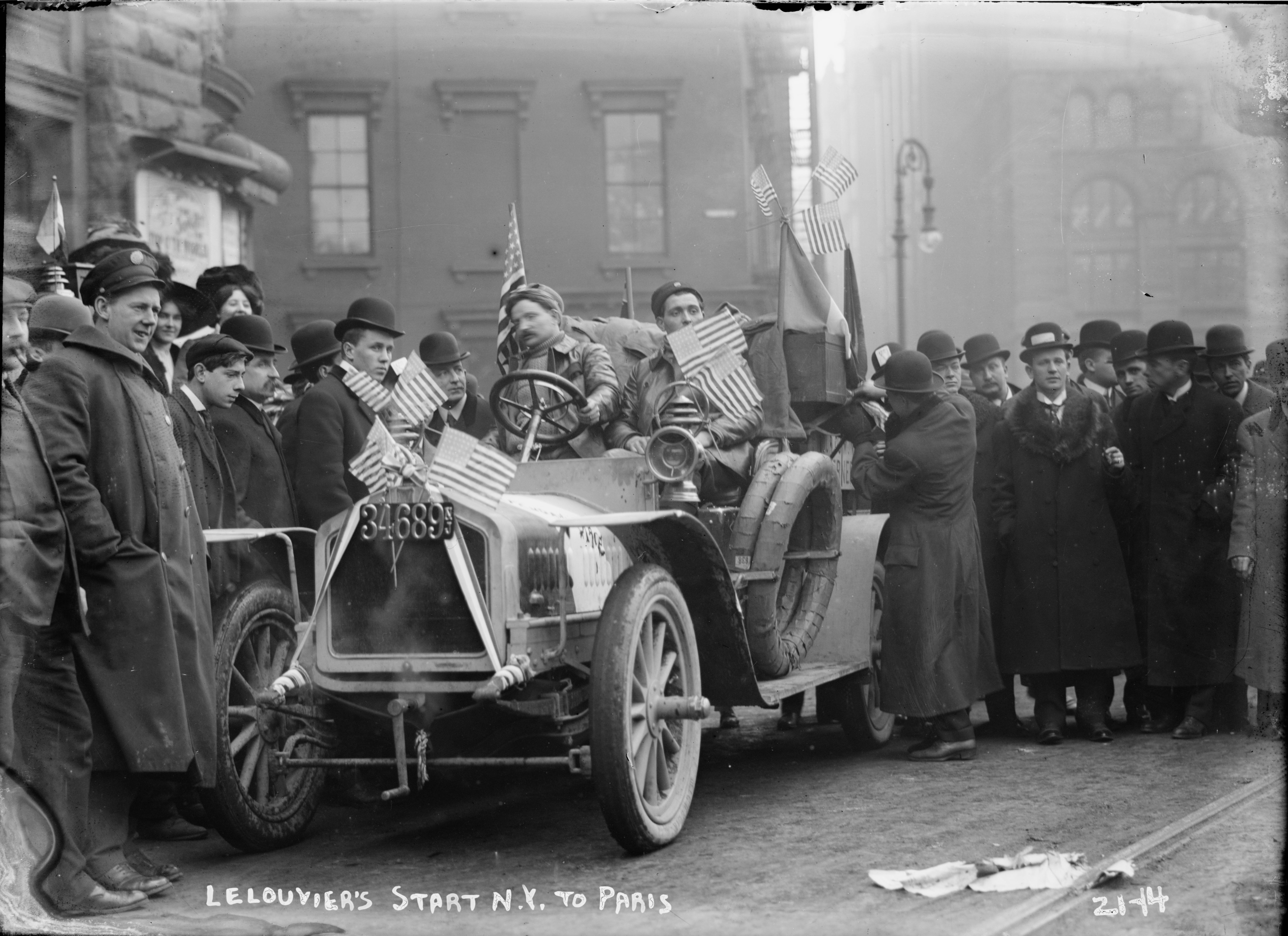
Lag Motobloc

Den 10 maj anlände deltagarna med fartyget ”Shawmut” till Yokohama. Härifrån gick loppet via Kobe till hamnstaden Tsuruga dit man anlände den 15 maj.
I Japan tvingades nu Lag De Dion-Bouton att bryta loppet.
Den 18 maj fraktades bilarna så med fartyget ”Mongolia” till ryska Vladivostok dit man anlände den 20 maj. Loppet fortsatte nu igenom extremt krävande terräng med ännu sämre vägar som var uppluckrade av tö igenom Manchuriet, Mongoliet och Sibirien förbi Irkutsk och Omsk mot Jekaterinburg dit man anlände den 6 juli.

### Europa
Bilarna nådde Moskva den 20 juli. Härifrån färdades man sedan mot St Petersburg och igenom Baltikum mot Königsberg och vidare mot Berlin.
Därefter fortsatte man vidare igenom Tyskland till Liège i Belgien och vidare mot Paris. Efter 169 dagar och en sträcka på cirka 35 000 kilometer var den mäktigaste tävlingen som världen dittills skådat avslutad.
Den 26 juli anlände Lag Protos som första lag till Paris, dock bestraffades laget med ett tillägg av 30 dagar bland annat då de hade transporterat bilen på tåg en del av sträckan.
Segern gavs till amerikanska Lag Flyer som anlände till Paris först den 30 juli klockan 06:00. Laget blev dessutom stoppat av en poliskonstapel på grund av en trasig lykta.
Lag Brixia-Züst slutligen anlände till Paris den 17 september.

## Eftermäle

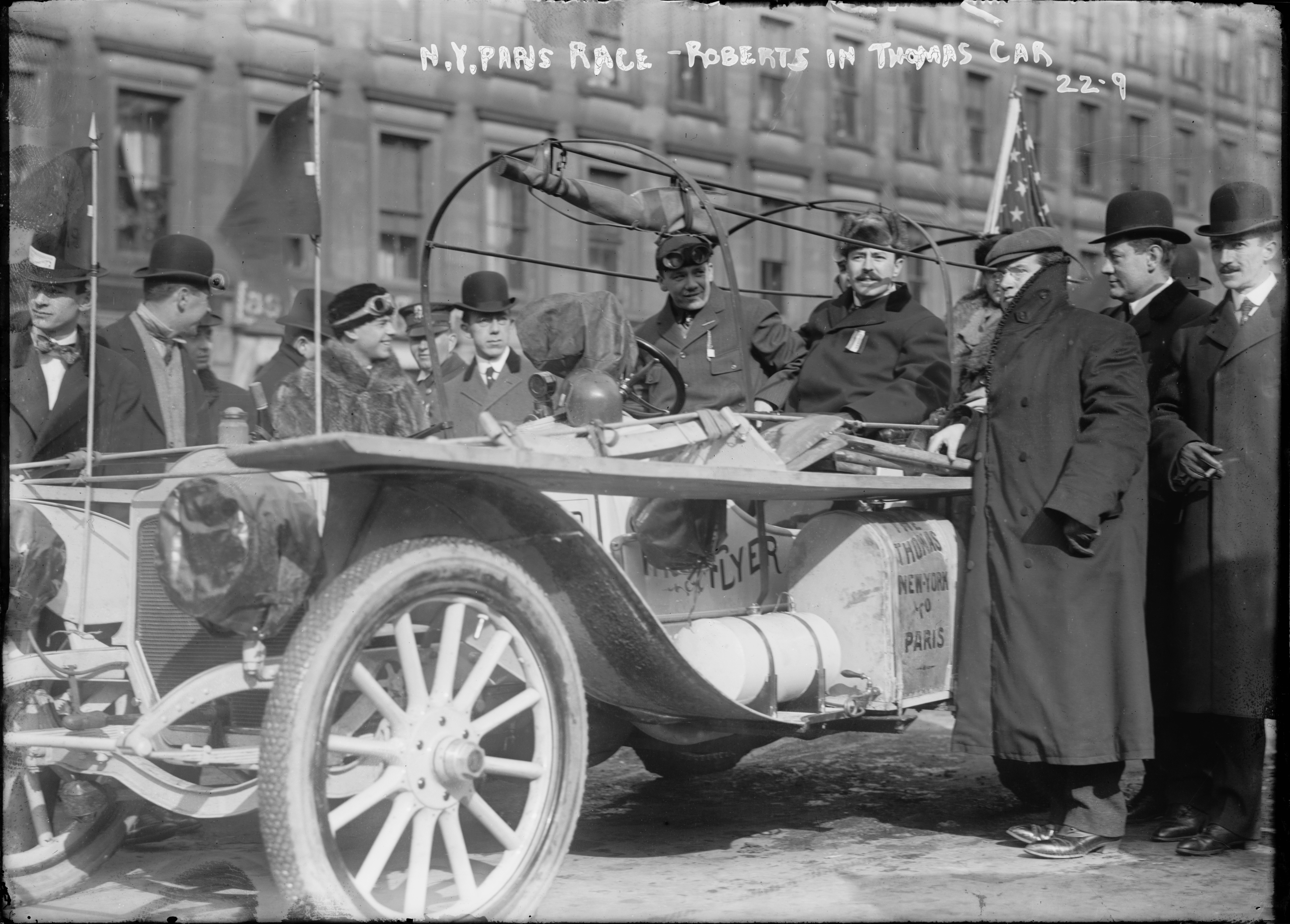
Slutsegrare Lag Flyer

Schuster återvände sedan till New York dit han anlände den 17 augusti och fick ett överväldigande mottagande på Times Square och senare även i sin hemstad Buffalo.
Några deltagare skrev senare böcker om loppet, däribland Hans Koeppen med ”Im Auto um die Welt” och George Schuster med ”The Longest Auto Race”.
Genom åren har ytterligare böcker skrivits om detta billopp och 1965 kom även filmen ”The Great Race” av Blake Edwards som löst baseras på detta episka billopp.
"New York - Parisloppet" var det första evenemang där en reporter fanns med hela tiden och lämnade dagliga rapporter till tidningsredaktionen.

### Fotnoter
1. 1 2 3 4 5 6 7   , The Greatest Autorace.com
2. 1 2 3 4 5 6 7 8 9   Arkiverad 23 mars 2009 hämtat från the Wayback Machine., Great Race.com
3. 1 2 3 4 5   ”Arkiverade kopian”. Arkiverad från originalet den 25 mars 2009. https://web.archive.org/web/20090325213107/http://www.greatoldcars.com/The_Great_Race.htm. Läst 23 augusti 2009., Great Old cars.com
4. 1 2 3   [död länk], Great Cars.com
5. 1 2 3 4 5   , San Francisco gate.com
6. 1 2 3 4 5   , The New York Times.com
7. 1 2 3 4 5   , The Great Auto Race.com
8. 1 2 3   , Deutsches Museum.de
9. 1 2   Arkiverad 9 augusti 2016 hämtat från the Wayback Machine., Historical society of Concordny.org
10. 1 2   Arkiverad 30 september 2011 hämtat från the Wayback Machine., Buffalo library.org